# Ponthieva villosa
Ponthieva villosa är en orkidéart som beskrevs av John Lindley. Ponthieva villosa ingår i släktet Ponthieva och familjen orkidéer. Inga underarter finns listade i Catalogue of Life.